# Ontalvilla de Almazán
Ontalvilla de Almazán es una localidad española del municipio de Adradas, perteneciente a la provincia de Soria, en la comunidad autónoma de Castilla y León.

## Historia
El censo de Pecheros de 1528, en el que no se contaban eclesiásticos, hidalgos y nobles, registraba la existencia 25 pecheros, es decir unidades familiares que pagaban impuestos. En el documento original, figura como Hontalvilla, dentro del Sexmo de Arciel.
En el censo de 1789, ordenado por el conde de Floridablanca,  figuraba como lugar, conocido entonces como Hontalbilla, del partido de Almazán en la intendencia de Soria, con jurisdicción de señorío y bajo la autoridad del alcalde pedáneo, nombrado por el conde de Altamira. Contaba entonces con 207 habitantes.
A la caída del Antiguo Régimen la localidad se constituyó en municipio constitucional, conocido entonces como Hontalvilla de Almazán, en la región de Castilla la Vieja, Partido de Almazán, que en el censo de 1842 contaba con 65 hogares y 270 vecinos. Hacia mediados del siglo XIX, el lugar, por entonces con ayuntamiento propio, tenía contabilizadas 81 casas. Aparece descrito en el noveno volumen del Diccionario geográfico-estadístico-histórico de España y sus posesiones de Ultramar de Pascual Madoz de la siguiente manera:

HONTALBILLA DE ALMAZAN: l. con ayunt. en la prov. de Soria (9 leg.), part. jud. de Almazan (3), aud. terr. y c. g. de Búrgos (30), dióc. de Sigüenza (6). sit. en llano con libre ventilacion y clima frio, las enfermedades mas comunes son reumas: tiene 81 casas, la de ayunt., escuela de instruccion primaria, frecuentada por 29 alumnos á cargo de un maestro, á la vez sacristan, sin mas sueldo por el primer cargo, que la retribucion que satisfacen los discípulos; hay una fuente de buenas aguas que provee á las necesidades del vecindario, y una igl. parr. (Sta. Eulalia de Mérida), servida por un cura y un sacristan. térm.; confina N. Torremediana y Sauquillo; E. Adradas; S. Alcubilla de las Peñas, y O. Jodra de Cardos: dentro de él; se encuentran dos ermitas (San Bernabé y Sta. Cruz), y un antiquísimo torreon de piedra, sit. en un cerrito, sobre el camino de Adradas; á sus inmediaciones se oye de continuo un ruido subterráneo, que indica ser de alguna corriente de agua, confirmando mas esta idea, la circunstancia de aumentarse el estrépito, en tiempo de lluvias. El terreno llano por el E. y S., y quebrado y áspero por N. y O., pues lo forma una sierra que se desprende de las de Moron, es árido y de mala calidad; comprende una dehesa de pastos y un pequeño monte encinar. caminos: los locales y los que dirigen, de Almazan á Sigüenza, y de Berlanga á Aragon; todos de herradura. correo: se recibe y despacha en la estafeta de Almazan. prod.: trigo malo, cebada, avena, garbanzos, lentejas, yeros, miel, leñas de combustible y yerbas de pasto, con las que se mantiene ganado lanar, vacuno, mular y caballar. ind.: la agrícola, un telar de lienzos ordinarios y la recriacion de colmenas. comercio: esportacion de algun ganado, lana, colmenas y miel, é importacion de los art. de consumo que faltan. pobl.: 65 vec., 270 alm. cap. imp.: 71,824 rs.
(Madoz, 1847, p. 219)

A finales del siglo XX este municipio, conocido entonces como Hontalbilla de Almazán, desaparece porque se integra en el municipio de Adradas, contaba entonces con 42 hogares y 157 habitantes. Hoy día pertenece al partido judicial de Almazán.

## Demografía
| Gráfica de evolución demográfica de Hontalbilla de Almazán entre 1842 y 1960 |
| |
| Población de derecho según los censos de población del INE Población de hecho según los censos de población del INEEn este censo se denominaba Hontalvilla de Almazán: 1842 En estos censos se denominaba Ontalvilla de Almazán: 1857, 1860, 1877 y 1887 Entre el censo de 1970 y el anterior, este municipio desaparece porque se integra en el municipio 42003 (Adradas) |

En el año 1981 contaba con 67 habitantes, concentrados en el núcleo principal, pasando a 35 en 2009.